# エキマルシェ

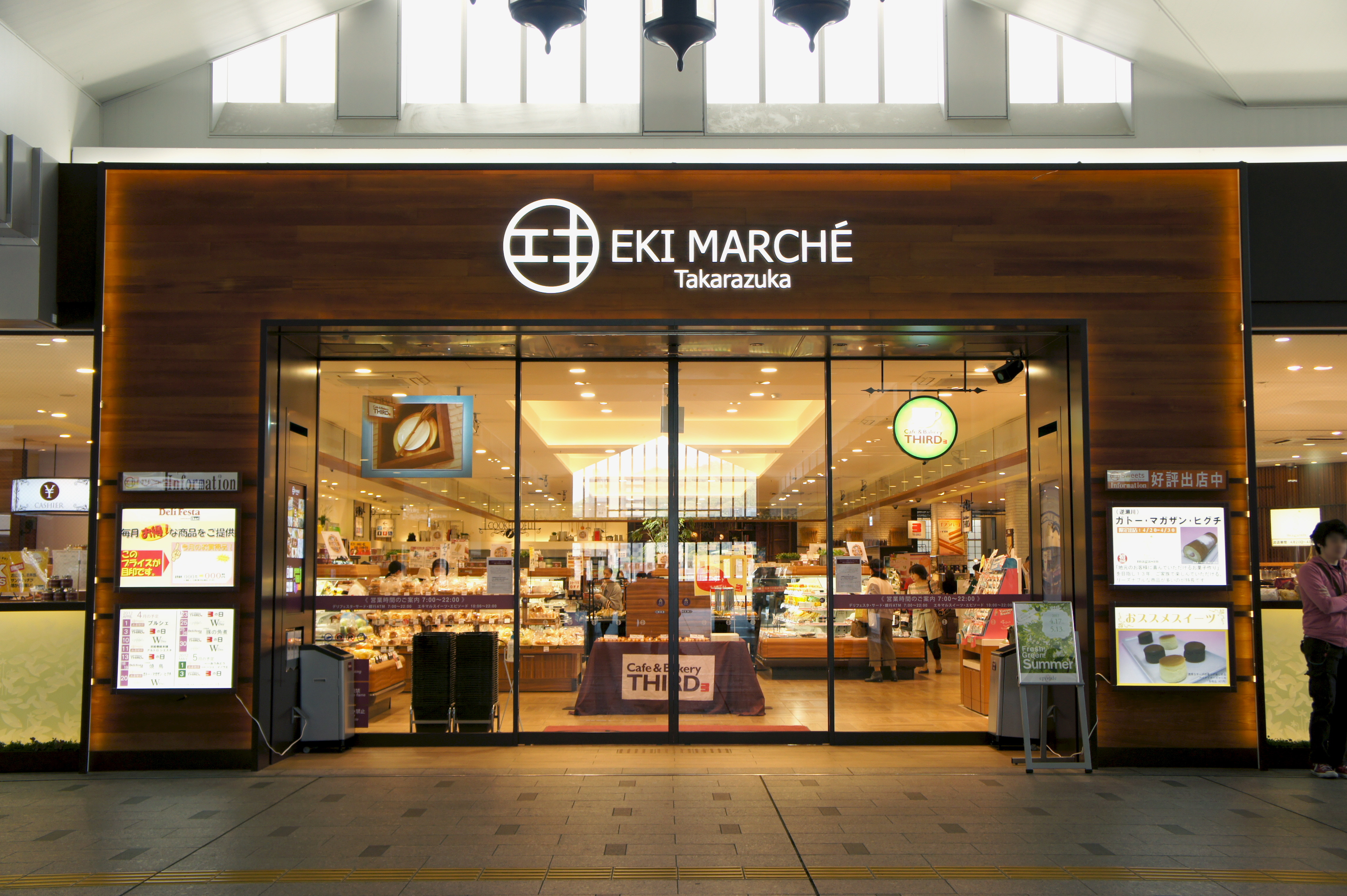
エキマルシェ宝塚

エキマルシェ（eki marche）は、西日本旅客鉄道（JR西日本）の物販飲食カンパニー統括会社であるジェイアール西日本デイリーサービスネットが開発運営をする駅構内（エキナカ）商業施設である。

## 概要
JR西日本グループが手掛ける「エキナカ」プロジェクトの一環である。首都圏ではビジネスモデルとして定着している「エキナカ」であるが、近畿圏などのJR西日本エリアでは浸透しておらず、利便性や付加価値に加え、駅の魅力の向上を目指している。
駅構内にテナントを誘致し、商業施設として展開するスタイルは、東日本旅客鉄道（JR東日本）のエキュートなどやOsaka Metro（大阪市高速電気軌道）のekimoなどと共に新しいビジネス分野として脚光を浴びており、以前は通過が目的であった駅が立ち寄るための駅になることで新たなニーズの創造を提供している。
2010年3月8日、宝塚駅に1号店「エキマルシェ宝塚」が開業したのを皮切りに、2012年10月31日には大阪駅桜橋口に2号店「エキマルシェ大阪」がオープン。隣接するALBiとの合同店舗となっている。さらに、2015年3月4日に新大阪駅在来線改札内に3号店「エキマルシェ新大阪」がオープンした。
分類上「エキナカ」施設ではあるが、宝塚、大阪は改札外で展開しており、首都圏などでの「エキナカ」（改札内商業施設）とでは概念の違いが見られた。「エキマルシェ新大阪」はエキマルシェとしては初めての改札内の施設である。

## 店舗

### エキマルシェ宝塚
JR宝塚駅構内の店舗で、2010年3月8日オープン。改札外にフーズ＆デリカ「deli festa」など4店舗が出店している。施設コンセプトは「Transit Terrace」で、気ままに楽しめる「第3の場所」「もうひとつの時間」という意味がこめられている。
フーズ＆デリカ「deli festa」が閉店後、2014年10月3日に株式会社大近のスーパーマーケット「パントリー」がオープン。
その他には、カフェ＆ベーカリー「サード」、スイーツ「エキマルスイーツ」、ファッショングッズ「エピソード」が開業時より出店している。「エキマルスイーツ」は約10日間ごとに様々な洋菓子店、和菓子店が出店する、期間限定で入れ替わるスイーツ店である。
営業時間は、「パントリー」「サード」がAM7:00 - PM22:00、「エピソード」がAM10:00 - PM22:00、「エキマルスイーツ」がAM10:00 - PM22:00（出店初日はPM13:00開店、最終日はPM21:00閉店）である。

### エキマルシェ大阪

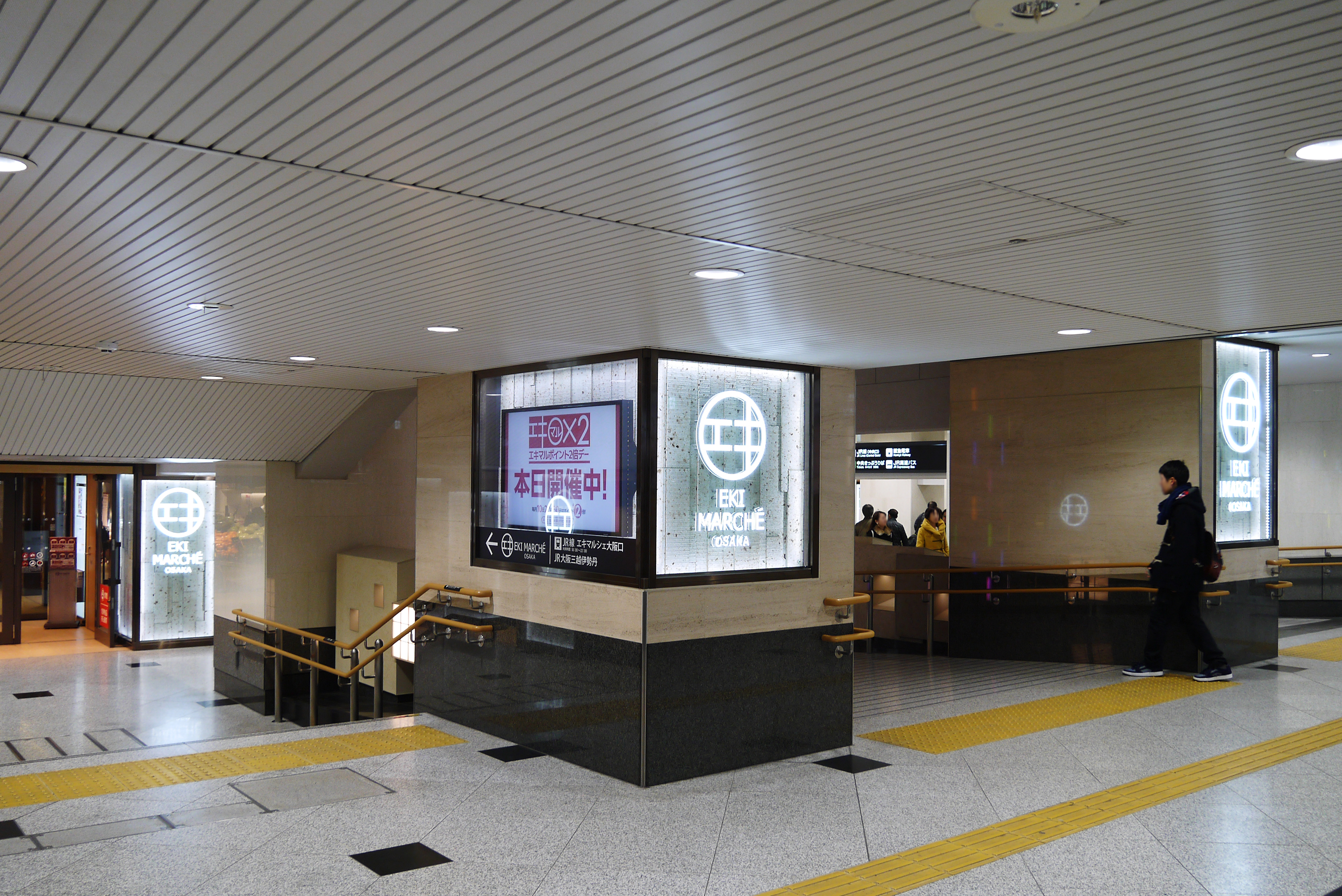
エキマルシェ大阪

JR大阪駅構内、桜橋口周辺の旧ギャレ大阪跡地約4500平方メートルの店舗。2012年10月31日に開業した。82店舗が出店しており、そのうち14店舗が全国初出店、14店舗が近畿初出店、11店舗が大阪初出店である。また、近畿地区のエキナカへの進出が初となる店舗も50店舗存在する。
施設コンセプトは『大人のみちくさ』で、20代後半から30代前半の働く女性を集客のターゲットとしている。
館内はバラエティ豊富で、飽きのこない食物販・グルメゾーン「マルシェズ・キッチン」、朝から深夜までいつ行っても使える飲食ゾーン「マルシェズ・カフェアンドダイニング」、見る・選ぶ・発見する楽しさに、ここ限定のプレミア感を付加したコスメ・雑貨ゾーン「マルシェズ・スタイル」、レディス衣料品と雑貨の店舗を集積したファッションゾーン「ALBi（アルビ）」、各種サービス店舗のゾーン「マルシェズ・サポート」の5つのゾーンに分かれている。
環境コンセプトは『COOL OSAKA』で、館内要所に和風テイストの和柄や色素材を多用して通勤客らが気軽に立ち寄れる落ち着いた空間を演出した。
利便性向上のため、大阪駅中央口側に当該施設専用の改札口を設置したり、館内全店でICカード「ICOCA」が利用可能になっている。

### エキマルシェ新大阪

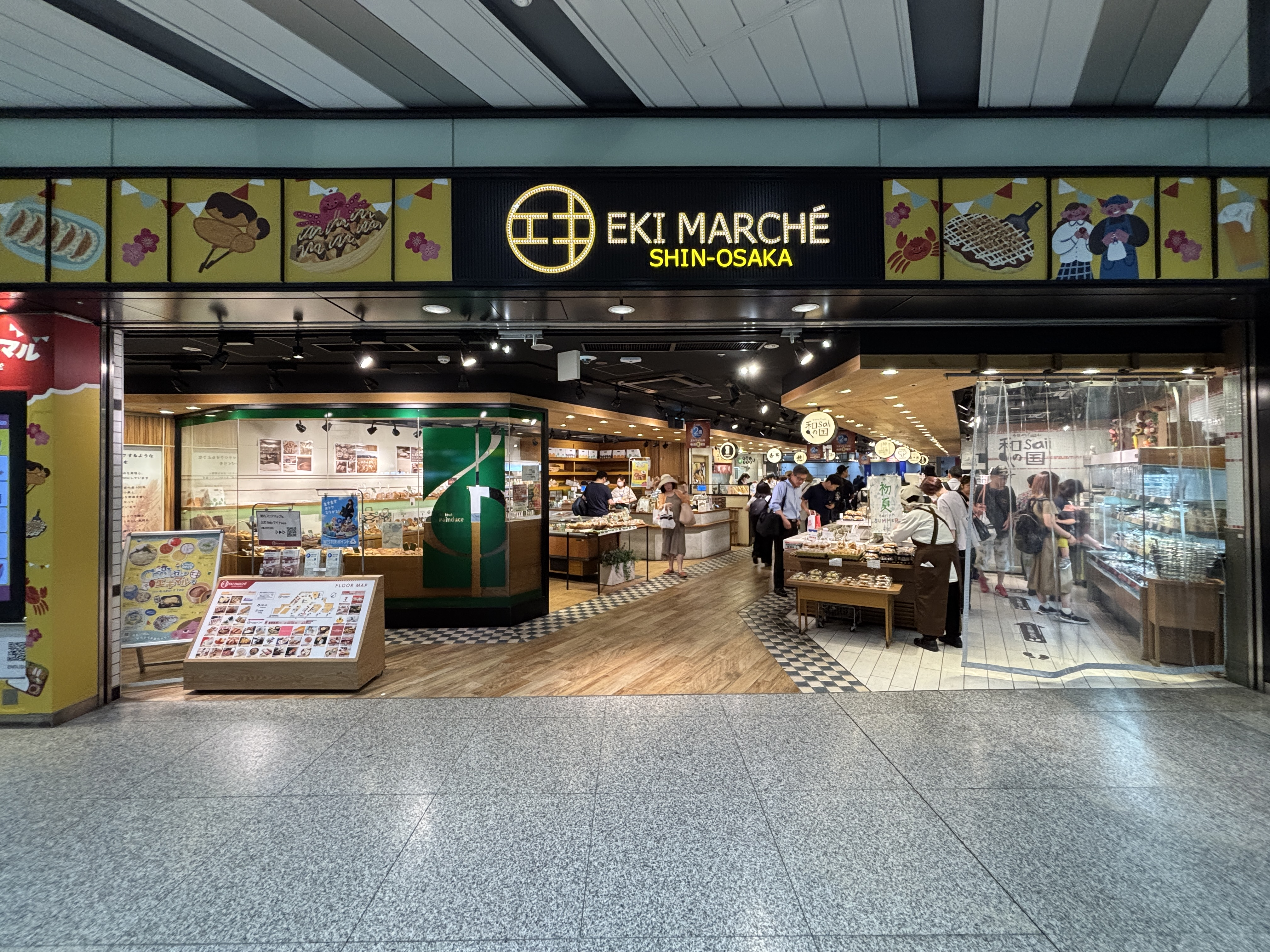
エキマルシェ新大阪

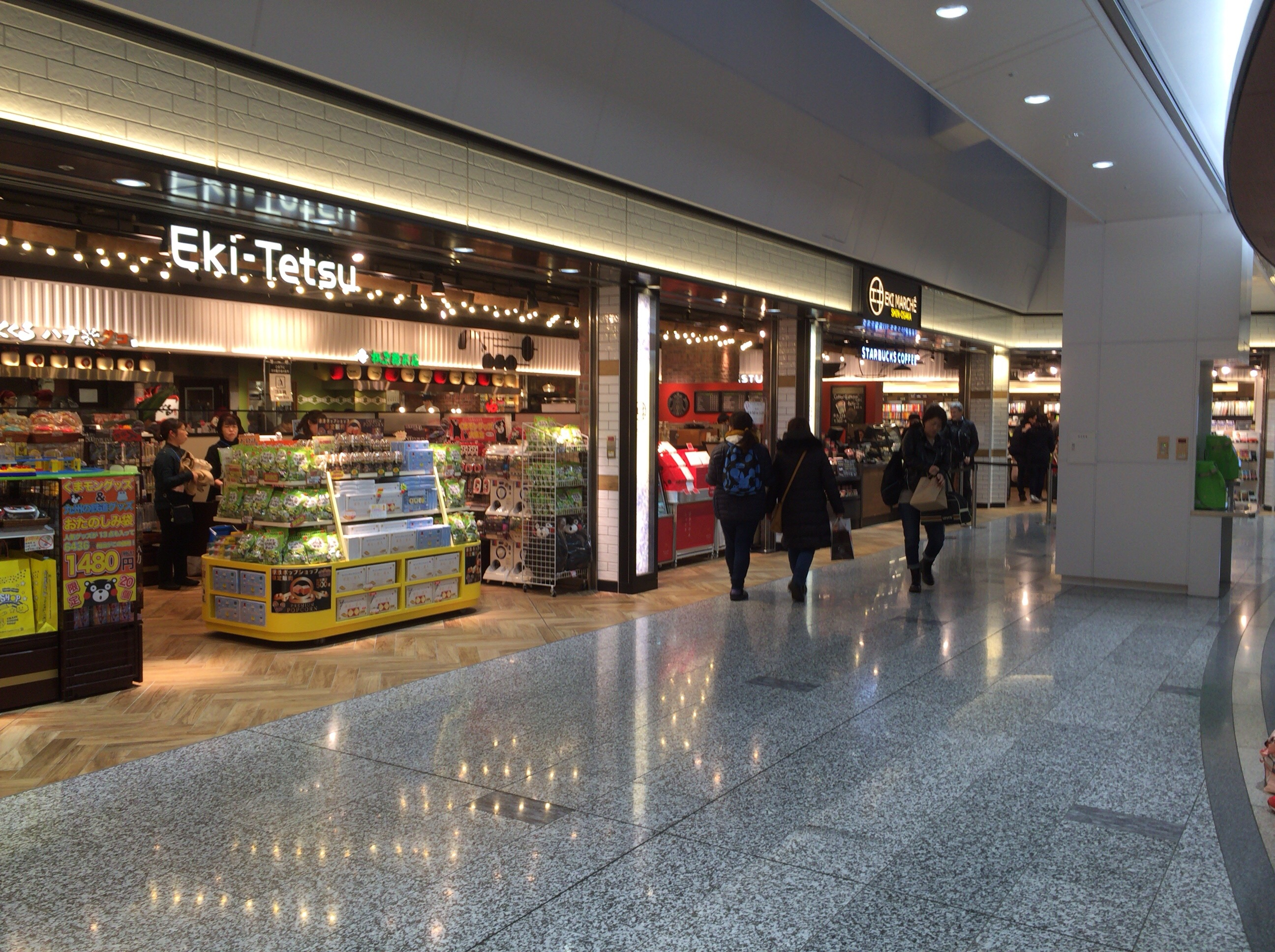
エキマルシェ新大阪内

JR新大阪駅構内の在来線改札内の店舗で、2015年3月4日からオープンした。改札内の店舗としては最大規模である。
第1期（2600平方メートル）が2015年3月4日にオープンした。大阪こだわりの注目度の高い店舗が取り揃えられており、駅でおなじみの土産、飲食、コンビニ、駅弁、書籍、ATMなどに加え、老舗から新進気鋭までバラエティ豊かなスイーツ、フードなどが出店。またオリジナリティを追求した企業アンテナショップも出店する。第1期開業では土産、飲食、駅弁、書籍、スイーツ、フード、企業アンテナショップ、ATMなどの26店舗が出店し、そのうち7店舗が新ブランド、11店舗がエキナカ初の店舗である。第2期（400平方メートル）は同年10月29日に、第3期（400平方メートル）は同年12月21日にオープンした。

## 略歴
- 2010年（平成22年）3月8日 - エキマルシェ宝塚がオープン。
- 2012年（平成24年）
  - 1月 - JR西日本が大阪駅にエキナカ施設の開業を発表。
  - 10月29日 - 開業前のエキマルシェ大阪で内覧会が行われる。
  - 10月31日 - エキマルシェ大阪がオープン。
- 2014年（平成26年）10月23日 - JR西日本が新大阪駅在来線改札内の商業施設の開業を発表[11]。
- 2015年（平成27年）
  - 3月4日 - エキマルシェ新大阪（第1期）がオープン[2][3]。
  - 10月29日 - エキマルシェ新大阪第2期がオープン[11]。
  - 12月21日 - エキマルシェ新大阪第3期がオープン[11]。